# Valla gård, Linköping

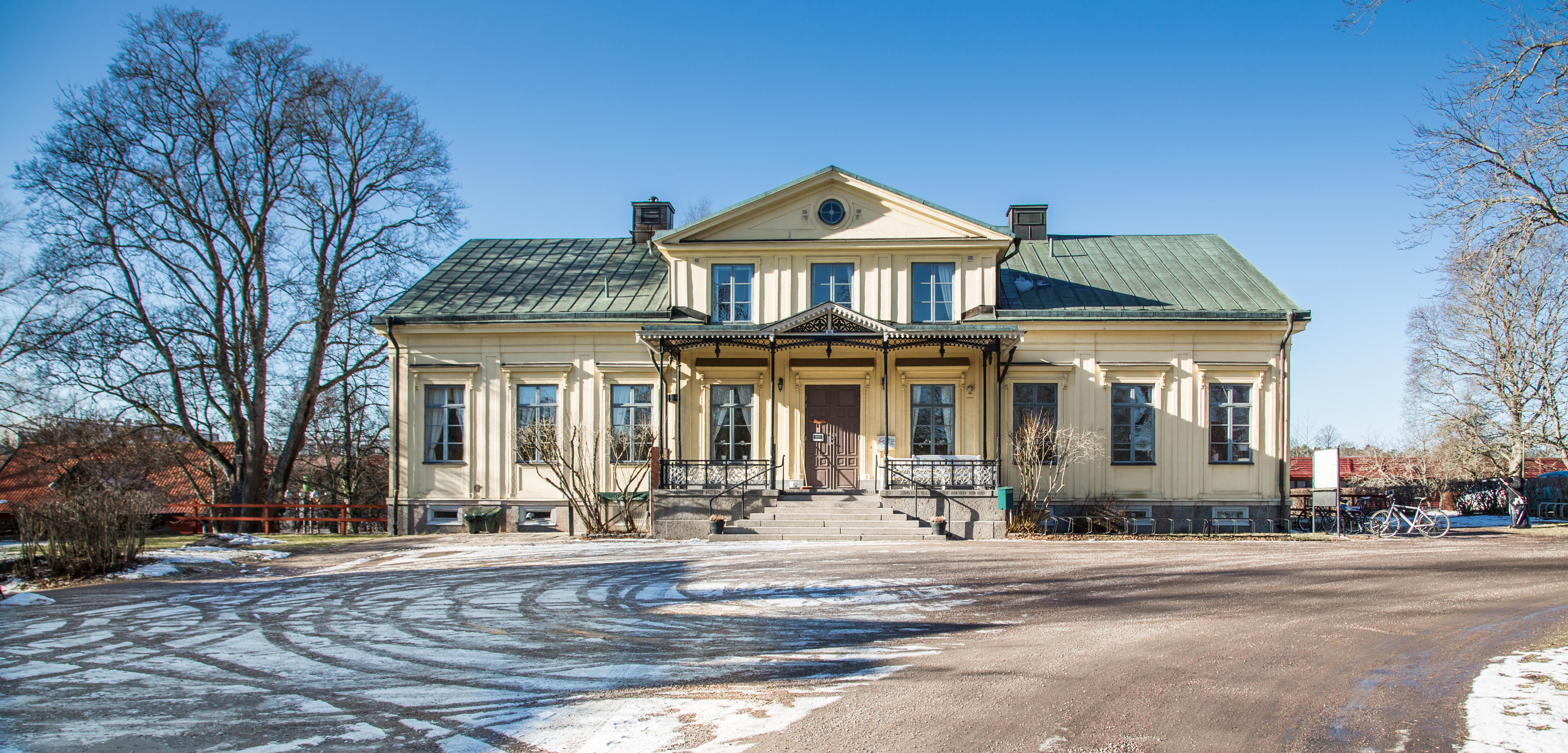
Valla gård, mangårdsbyggnaden, Linköping.

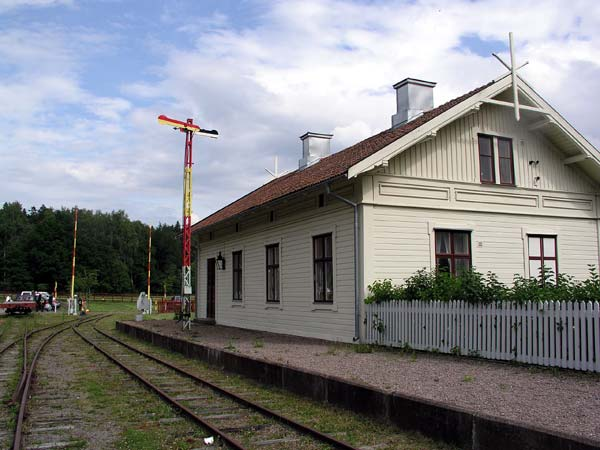
Halleby järnvägsstation i Valla

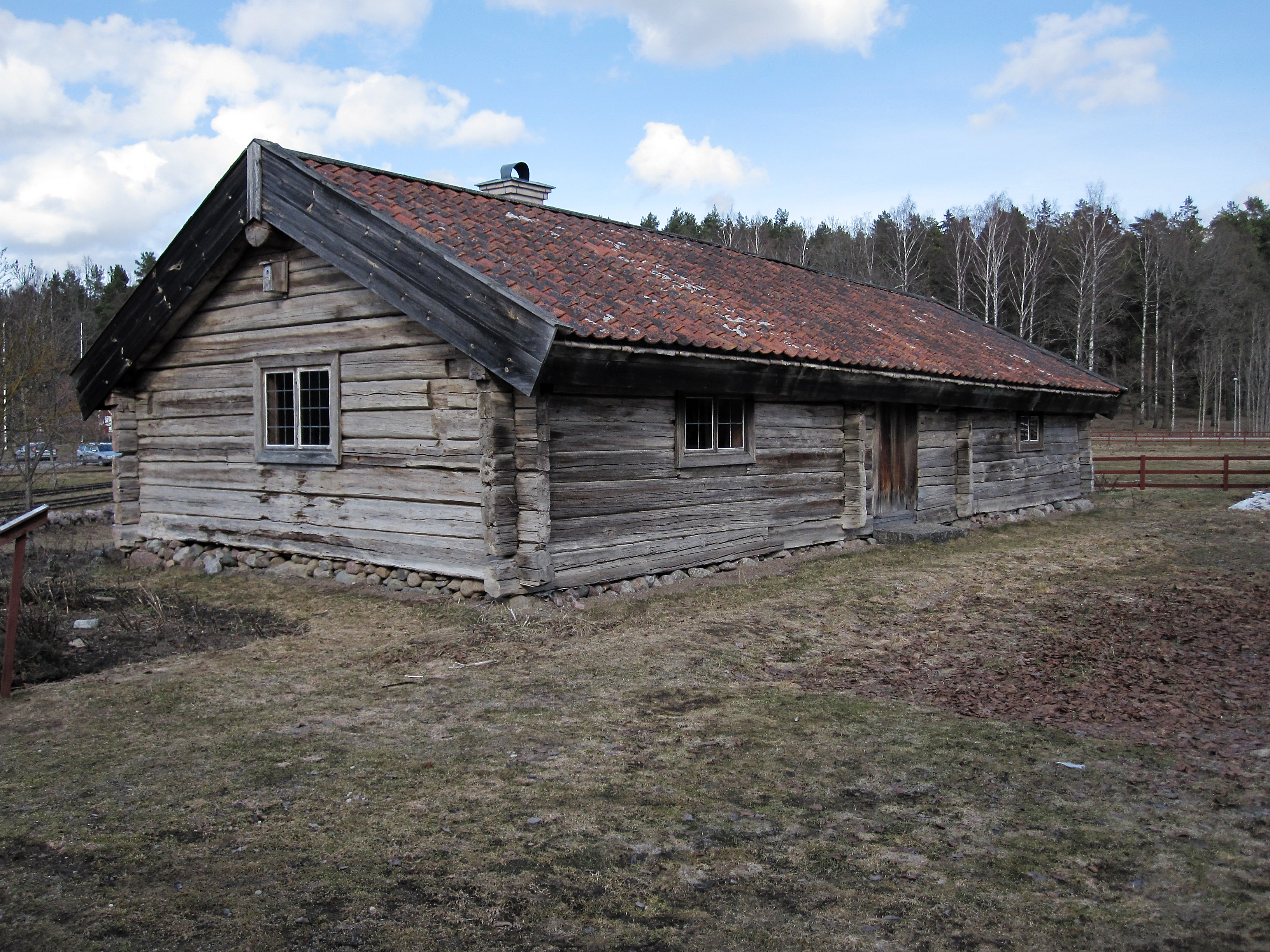
Östra Torp-stugan, daterat till 1661

Valla gård är en före detta herrgård strax väster om Linköping, som idag utgör centrum för Valla folkhögskola och ett friluftsmuseiområde sammanhängande med friluftsmuseet Gamla Linköping och Vallaskogen.
Ursprungligen en by, samlades ett stort jordinnehav till en gård, som 1933 donerades till Linköpings stad och idag utgör två stadsdelar, Östra och Västra Valla i västra delen av Linköping söder om Malmslättsvägen. Mangårdsbyggnaden, 3 km väster om stadskärnan, ingår i Valla folkhögskola som omges av Campus Valla (Linköpings universitet) och friluftsområdet. Tillsammans med Valla koloniområde och Vallastaden utgör de stadsdelen Västra Valla. Till Östra Valla räknas Vallaskogen, Gamla Linköping, Ebbepark, T1 (före detta kasernområde för Svea trängkår) och bostäderna fram till Centrala griftegårdarna. Allt detta (utom T1 och griftegårdarna) var mark som hörde till Valla gård. Den siste ägaren Henric Westman var ogift och barnlös och överlät 1933 gården till Westman-Wernerska stiftelsen som förvaltas av Linköpings kommun.
Sedan 1950-talet har olika äldre byggnader flyttats till området kring gården från Östergötlands landsbygd.
De på kringområdet belägna Vallamuseerna omfattar bland annat en museijärnväg, ett järnvägsmuseum, Tekniska Verkens Museum, Westmanska Vagnmuseet och Odalmannens Museum samt ett antal äldre byggnader: Östra Torp-stugan, en loftbod, Vimarka ladugård, Mjellerumsgården, Odalmagasinet, Tupphuset och en smedja.
Valla är också ett populärt utflyktsmål med bland annat minigolf, ridhus, djur (getter, hästar, fågel- och kaninhus m m). Under vintersäsongen sker pulkaåkning i backen från den lilla höjden "Vallamassivet". Längs skogsvägen mellan Valla och Gamla Linköping finns exempel på fornåkrar i bruk. De runda fornåkrarna är troligen från bronsåldern, något mer än 2500 år gamla, och de fyrkantiga från tidig järnålder. Antalet fornåkrar i Gamla Linköping uppgår till cirka 100 st.

## Historik
Före 1900-talets kommunreformer, räknades Valla gård till Sankt Lars socken och Hanekinds härad.
Valla by omtalas första gången år 1251. 
Wallom finns omnämnt redan år 1313, då en hithörande äng testamenterades av en kanik till Linköpings domkyrka. Nämnde kanik hade förut inköpt ängen för 18 öre. År 1439 såldes en del av Valla av Ragnild Filipsdotter till borgaren och rådmannen i Linköping Olof Westgöte, och år 1533 såldes en del av borgaren i Söderköping Olof Persson till hans styvmor Anna, Per Larsons änka. År 1629 köptes egendomen till en del från kronan av assessorn Peder Mattsson Stiernfelt och år 1681 sålde Erik Gust., Johan Gust., och Mårten Boije af Gennäs den halva hagedel i Valla, som de ärvt efter sin mormoder, fru Anna Stjernfelt, till kronbefallningsmannen Jöns Andersson.
Delar av gården ägdes även vid denna tid av assessorn Måns Ekegrens arvingar. Innehades 1686 av Peter Preutz till Distorp. Hans barn Scipio Prytz och Margareta Sofia Prytz försålde 1690 sin ärvda skatterättigheter i Valla för 2000 daler kopparmynt till kronobefallningsmanen Samuel Melander, vilken sedermera även tillköpte en del i rusthållet. År 1734 sålde Anna Kristina Philander sin ärvda fjärdedel i skattehemmanet till lektorn Johan Samsonius för 800 daler kopparmynt, och 1737 försålde Jonas Ekman och hans hustru Hedvig Philander en annan fjärdedel för 900 daler kopparmynt till lektorn sedermera domprosten Johan Sparschuch, som omkring 1754 därjämte tillköpte en del av korpralen vid livdrabanterna (ryttmästaren) Leonard Ahlgren. Gården hade sålunda
under en längre tid haft flera ägare, av vilka flera voro ovannämnde Jöns Anderssons och hans andra hustru Kristina Olofsdotter Fredlings avkomlingar. Dels genom arv och dels genom köp kom dock byalaget tillsammans år 1766 till domprosten Sparschuchs son, assessorn Lars Sparschuch, vars mormoders morfader Jöns Andersson var.
Tillhörde 1817 Sparschuchs dottersöner, kammarjunkaren, friherre Fredrik Ernst Boije och ryttmästaren, friherre Reinhold Gustaf Boije samt köptes på auktion den 18 oktober 1821 av herr Beckström & Westman för 47200 riksdaler banko. Tillhörde efter 1844 handlanden Johan Gustaf Westman, som den 14 mars 1856 med full äganderätt skänkte egendomen till sin son, godsägaren Leonard Westman.